# Frussasc
Frussasc (italià Frossasco, piemontès Frossasch) és un municipi italià, situat a la ciutat metropolitana de Torí, a la regió del Piemont. L'any 2007 tenia 2.669 habitants. Està situat al Pinerolese, una de les Valls Occitanes. Limita amb els municipis de Chantaloba, Cumiana, Pinascha, Pinerolo, Piscina i Roletto.

## Administració
| Període | Identitat       | Partit        |
| ------- | --------------- | ------------- |
| 2004-   | Silvano Francia | Llista cívica |